# Tourville-la-Chapelle
Tourville-la-Chapelle är en kommun i departementet Seine-Maritime i regionen Normandie i norra Frankrike. Kommunen ligger i kantonen Envermeu som tillhör arrondissementet Dieppe. År 2018 hade Tourville-la-Chapelle 609 invånare.

## Befolkningsutveckling
Antalet invånare i kommunen Tourville-la-Chapelle
| Referens: INSEE |